# Diphucephala pulchella
Diphucephala pulchella är en skalbaggsart som beskrevs av Waterhouse 1837. Diphucephala pulchella ingår i släktet Diphucephala och familjen Melolonthidae. Inga underarter finns listade i Catalogue of Life.